# الأصول الأربعة في علم الرجال
الأصول الأربعة في علم الرجال هو كتاب ألفه المرشد الأعلى للثورة الإسلامية في إيران علي خامنئي باللغة العربية.يلقى المؤلف بداية الكتاب، نظرة عامة لعلم الرجال ويعرفه ويتعرض إلى تاريخ علم الرجال وسيرة اجمالية لكل فرع من فروع هذا العلم ودوافع تدوينه ثم يقوم بتعريف وتقييم الكتب الرجالية.

## محتوى الكتاب
قام المؤلف بتعريف بعض المصطلحات مثل «الفهرس» و«التراجم» و«المشيخة» ثم نقل نبذة تاريخية وسيرة اجمالية لهذا العلم إلى عهد الشيخ الطوسي والنجاشي.و يشير إلى انتشار الكتب الحديث ورواج أصول هذا العلم ومصنفاته في القرن الثالث الهجري، وتبعا لذلك ازدهار فن الرجال.و يتبع أن هناك تنوع وشمولية في تأليف الكتب الرجالية في القرن الرابع. وفي القرن الخامس دوّنت الأصول الرجالية الأربعة «إلإختيار، الرجال والفهرست من تأليفات الشيخ الطوسي والفهرست حيث اشتهر برجال النجاشى، تأليف احمد بن على النجاشى» وفُتح باب جيد في تاريخ هذا العلم.ثم يبدأ المؤلف بتقييم وتعريف كتابين من الكتب الأربعة الرجاليه هما (الفهرست والأختيار) لشيخ الطوسي ويشير إلى سبب تدوين الفروع المختلفة لعلم الرجال ويضيف أن اهتمام الرواة أثناء تدوينهم للحديث، لتمييز الحديث الممدوح من المذموم والصحيح من السقيم، والأحاديث المجعولة التي جُعلت بسبب الدوافع السياسية و...من اسباب تأليف كتب الرجال.

## وصلات خارجية
- الأصول الأربعة في علم الرجال

## اقرأ ايضاً
- كتاب فلسطين في فكر الإمام خامنئي تأليف سعيد صلح ميرزائي.